# Резолюція Генеральної Асамблеї ООН 96 (I)
Резолю́ція Генера́льної Асамбле́ї ООН 96 (I) «Зло́чин геноци́ду» — резолюція, яка оголосила геноцид злочином за міжнародним правом. Ухвалена 11 грудня 1946 року під час 55-го пленарного засідання Генеральної Асамблеї. Документ ініціював розроблення Економічною і соціальною радою ООН Конвенції про запобігання злочину геноциду та покарання за нього, яка закріпила юридичне визначення злочину геноциду.